# ジーランディア礁

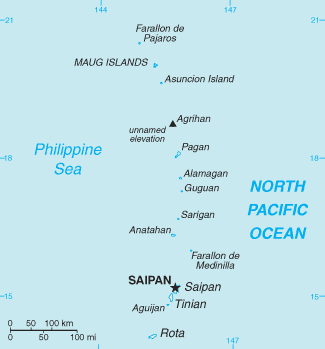

ジーランディア礁（ジーランディアしょう、英: Zealandia Bank）は、北マリアナ諸島の中のサリガン島から北北東11マイルに位置する礁である。

## 概要
イギリス人が1858年にジーランディア礁のと命名した。海底火山によって成立した礁で、サリガン島自体が無人島で海岸線が崖になっているためジーランディア礁に行くのはサリガン島以上にさらに困難である。ジーランディア礁は礁であっても行政上北マリアナ諸島のコモンウェルス（commonwealth）の中になる。